# Earle
Earle je mali otok bez leda 6 km jugozapadno od otoka Darwin koji označava jugozapadni kraj otočja Danger. Nakon hidrografskih radova na tom području broda HMS Endurance 1977.-78., nazvan je, u vezi s otokom Beagle i drugim imenima u grupi, po Augustusu Earleu, umjetniku na brodu HMS Beagle.

## Važno područje za ptice
BirdLife International je proglasio otok važnim područjem za ptice (IBA) jer na njemu boravi nekoliko vrsta morskih ptica koje se tamo razmnožavaju, posebno pingvine iz roda Pygoscelis, kao i ptice kapske burnjake, bjelolice uzdašice (Chionis albus), južne galebove, smeđe pomornike (Stercorarius antarcticus), šarenonoge burnice (Oceanites oceanicus) i antarktičke čigre (Sterna vittata).